# Université Grenoble-Alpes
De Université Grenoble-Alpes, kortweg UGA, is een universiteit in Grenoble met circa 45.000 studenten.
UGA is een universiteit op het gebied van natuurwetenschappen, technologie, bestuurskunde, economie, taalkunde, politieke wetenschappen en filosofie.
De eerste universiteit in Grenoble werd opgericht op 12 mei 1339 door Humbert II van Viennois, Dauphin van de Viennois met de zegen door de pauselijke bul van paus Benedictus XII. De val van de Dauphiné en de financiële situatie in het graafschap nopen de universiteit tot sluiting rond 1349. De universiteit heropent pas terug op 1 september 1542 met de zegen van graaf Frans I van Bourbon-Vendôme. Op 1567 volgt een nieuwe sluiting, waarbij de universiteit wordt samengevoegd en overgeheveld naar de universiteit van Valence. Het is pas in 1771 dat een beperkte heropening volgt met een opleiding tot chirurg, in 1808 uitgebreid door Napoleon Bonaparte als een van de vestigingsplaatsen van zijn over heel Frankrijk verspreide université impériale.
De universiteit werd in 1970 opgesplitst in de Université Joseph Fourier (Grenoble-I) refererend naar Joseph Fourier, de université Pierre-Mendès-France - Grenoble (Grenoble-II) vernoemd naar Pierre Mendès France, de Université Stendhal (Grenoble-III) die Stendhal eert en het Institut polytechnique de Grenoble (Grenoble INP).
De universiteit in zijn huidige vorm ontstond bij decreet van 11 september 2015 op 1 januari 2016 uit de fusie van de 45 jaar eerder gesplitste universiteiten in de stad, Joseph Fourier (Grenoble-I), Pierre-Mendès-France - Grenoble (Grenoble-II), Stendhal (Grenoble-III) en Grenoble INP.